# Hypserpa neocaledonica
Hypserpa neocaledonica är en tvåhjärtbladig växtart som beskrevs av Friedrich Ludwig Diels. Hypserpa neocaledonica ingår i släktet Hypserpa och familjen Menispermaceae. Inga underarter finns listade i Catalogue of Life.